# В'язівська сільська рада (Охтирський район)
В'язівська сільська́ ра́да — колишній орган місцевого самоврядування в Охтирському районі Сумської області. Адміністративний центр — село В'язове.

## Загальні відомості
- Населення ради: 1 146 осіб (станом на 2001 рік)

## Населені пункти
Сільській раді були підпорядковані населені пункти:
- с. В'язове
- с. Рубани
- с. Скелька
- с. Шабалтаєве

## Склад ради
Рада складалася з 14 депутатів та голови.
- Голова ради: Москаленко Роман Іванович
- Секретар ради: Кулик Раїса Миколаївна

### Керівний склад попередніх скликань
| Прізвище, ім'я, по батькові  | Основні відомості                                                          | Дата обрання | Дата звільнення |
| ---------------------------- | -------------------------------------------------------------------------- | ------------ | --------------- |
| Литвин Михайло Іванович      | Сільський голова, 1955 року народження, член Соціалістичної партії України | 26.03.2006   | 01.03.2007      |
| Криворучко Василь Михайлович | Сільський голова, 1958 року народження, освіта вища, безпартійний          | 29.07.2007   | 31.10.2010      |
| Криворучко Василь Михайлович | Сільський голова, 1958 року народження, освіта вища, безпартійний          | 31.10.2010   | 02.06.2013      |
| Москаленко Роман Іванович    | Сільський голова, 1989 року народження, освіта вища, безпартійний          | 02.06.2013   |                 |

Примітка: таблиця складена за даними сайту Верховної Ради України